# Acción del 14 de septiembre de 1779
La Acción del 14 de septiembre de 1779 fue un combate naval menor que se produjo el 14 de septiembre de 1779, frente a las Azores entre la fragata de la Armada Real HMS  Pearl al mando de George Montagu y la fragata de la Armada Española Santa Mónica al mando de Miguel de Nunes, con la Perla capturando a la Santa Mónica después de un breve compromiso. La batalla fue un episodio durante la Guerra Revolucionaria Estadounidense, donde los rebeldes estadounidenses bajo el mando general de George Washington lanzaron una revolución contra el Gobierno británico basado en agravios percibidos. España, que sufrió una humillante derrota durante la Guerra de los Siete Años por parte de los británicos, estaba ansiosa por entrar en la guerra del lado de los estadounidenses para recuperar los territorios que habían perdido, como Florida, Menorca y Gibraltar. Las fuerzas navales británicas y españolas se enfrentaron varias veces durante la guerra, ya que el conflicto se extendió a Europa y los españoles sitiaron Gibraltar.
En septiembre de 1779, tres años después de la guerra, George Montagu zarpó en su barco recién encargado, el HMS Pearl, en un crucero por la franja oriental del Océano Atlántico. El día 14, se encontró con una fragata española, la Santa Mónica, navegando cerca. La Perla dio persecución al Santa Mónica luego de que ella intentara escapar de la fragata británica, logrando alcanzarla luego de una persecución de dos horas e intercambiando un furioso cañoneo con el barco contrario. Ambos buques eran de igual tamaño, aunque los españoles tenían menos cañones que la fragata británica, y muchos tripulantes del Pearl nunca habían visto acción antes. Después de superar en maniobra y rastrillar elSanta Mónica dos veces, de Nunes decidió entregar su barco y golpeó su bandera. La fragata española capturada fue devuelta a un puerto británico. Se producirían más enfrentamientos en aguas europeas durante la guerra, siendo el más significativo la Batalla del Cabo San Vicente, que se libró solo un año después.

## Antecedentes

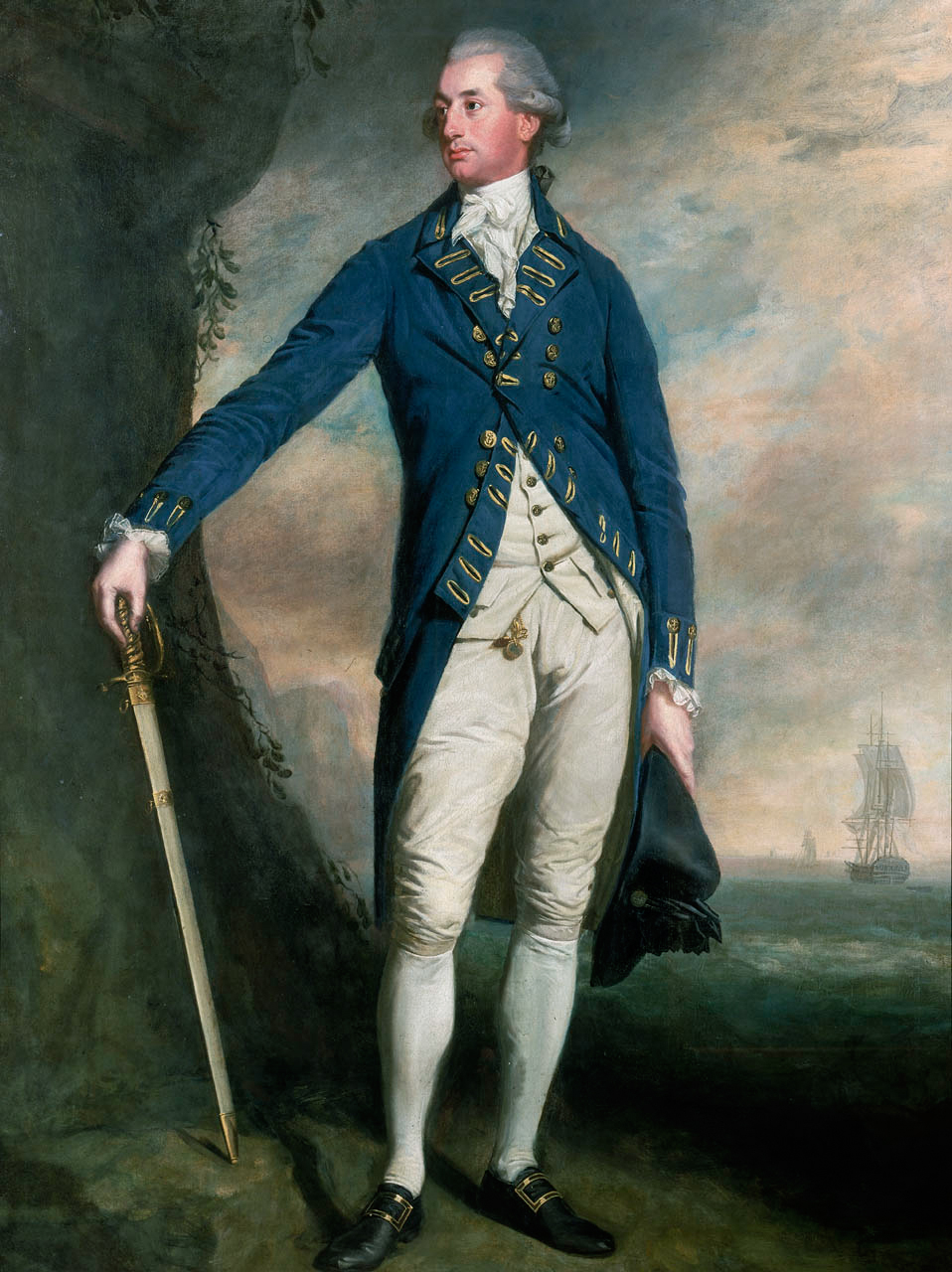
Un retrato del comandante británico, George Montagu, por Thomas Beach.

Después de la Guerra de los Siete Años, España se vio obligada a ceder Florida y Menorca en el Tratado de París a los británicos, recuperando La Habana y Manila a cambio. La guerra marcó una caída humillante desde el apogeo del poderío militar español durante la Guerra de Sucesión de Austria, y obligó al rey de España Carlos III a someterse a una revisión militar de sus fuerzas armadas. Esto resultó en una reorganización masiva del ejército español de arriba hacia abajo. España entró en la Guerra Revolucionaria Americana del lado Americano, deseosos de vengar su derrota anterior, y puso sitio a Gibraltar, junto con el envío de expediciones a la re-captura de la Florida y Menorca. La Royal Navy envió fuerzas navales al Océano Atlántico para reabastecer la guarnición de Gibraltar y asegurarse de que las fuerzas españolas no controlaran los mares , lo que sin duda habría llevado a la captura de la "puerta de entrada al Mediterráneo".
Desde julio de 1779, la Armada española había realizado patrullas navales cerca de las Azores para buscar barcos británicos en la zona. La fuerza enviada estaba formada por un pequeño escuadrón de buques de guerra al mando del teniente general Antonio de Ulloa. Los barcos bajo su mando estaban compuestos por cuatro navíos de línea: su buque insignia de 80 cañones Fenix (famoso por traer al joven Carlos III de Nápoles a Barcelona), Gallardo, Diligent y San Julián, y las fragatas Santa María y Santa Mónica. El comandante británico, George Montagu, había recibido su primer mando en 1771 a la edad de 21 años. En 1779, se le dio el mando de la fragata HMS Pearl recién colocada , y el Almirantazgo le ordenó que realizara patrullas navales en la región como bien. El 14 de septiembre, mientras Montagu navegaba frente a las Azores en las primeras horas de la mañana, vio un gran barco español. Dio la orden de perseguir al barco, y después de una persecución de dos horas la alcanzó y la identificó como una fragata española, con ambos barcos preparándose para la batalla subsiguiente.

## Batalla

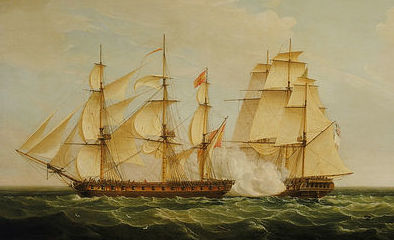
HMS Pearl and the Santa Mónica, 14 de septiembre de 1779, por Thomas Whitcombe

A las 09:30 de la mañana, Pearl finalmente alcanzó a Santa Mónica. Con la Perla cayendo sobre él, de Nunes preparó su barco para la batalla, enfrentándose a la fragata británica que se acercaba con una andanada, comenzando la acción. Ambos barcos estaban igualados en la mayoría de los aspectos, aunque el Pearl , al ser un barco recién comisionado, tenía solo diez hombres a bordo que realmente habían estado en servicio a bordo de un barco de guerra antes, mientras que el Santa Mónica tenía menos cañones que su oponente británico. La batalla continuó durante algún tiempo, y ambas fragatas sufrieron un aumento de bajas y daños en sus aparejos. A pesar de tener una tripulación menos hábil bajo su mando en comparación con el buque de guerra español, los hombres de Montagu pudieron infligir significativamente más daño a la fragata española de lo que estaban recibiendo a cambio. Durante el enfrentamiento, Montagu logró dirigir su barco a una posición en la que pudiera rastrillar a la Santa Mónica , y De Nunes no pudo evitar que la Perla la rastrillara dos veces.
Después de dos horas de lucha, Santa Mónica había sufrido graves daños tanto en su aparejo como en su casco, y había sufrido treinta y ocho hombres muertos y cuarenta y cinco heridos; Al darse cuenta de que era incapaz de ganar esta batalla y no estaba dispuesto a sacrificar la vida de más de sus hombres, de Nunes arrojó sus colores a los británicos. Todo el enfrentamiento duró aproximadamente la duración promedio de las acciones de un solo barco. Después de que de Nunes golpeara sus colores, Montagu envió una tripulación de premio a bordo del Santa Mónicapara tomar posesión de ella. Como era costumbre, de Nunes presentó su espada a Montagu para señalar su rendición. Las dos fragatas navegaron de regreso a un puerto británico, con el clima lo suficientemente tranquilo como para que ninguno de los barcos se hundiera debido a los daños que sufrieron en la batalla. Pearl había sufrido pocos daños en general, excepto en su aparejo; además, había sufrido la pérdida de doce hombres muertos y diecinueve heridos. La tripulación superviviente del Pearl recibió el premio en metálico correspondiente a los objetos de valor tomados del barco español capturado.

## Consecuencias
Los prisioneros españoles capturados, que suman ciento ochenta en total, fueron llevados a tierra como prisioneros de guerra , y finalmente fueron canjeados por prisioneros británicos en poder de los españoles después de la firma del Tratado de Amiens entre el Reino Unido y España (entre otros) en 1802. Después de que llegara al Almirantazgo español la noticia de la pérdida del Santa Mónica , Ulloa fue juzgado en Cádiz por un consejo de guerra por la pérdida de uno de los barcos bajo su mando. Durante el consejo de guerra, que tuvo lugar en octubre, fue absuelto honorablemente por la pérdida de su barco. Mientras estaba a salvo en el puerto, el Santa Mónicafue examinado a fondo por los británicos. Era un barco de nueva construcción (como el Pearl ), con veintiséis cañones largos de doce libras en su cubierta principal y dos cañones de cuatro libras en su alcázar , con una tripulación de doscientos setenta y un hombres en total. . Santa Mónica también era de un tamaño significativamente más grande que el Perla , lo que fue una ventaja no realizada que De Nunes tuvo durante el compromiso. La Royal Navy decidió poner en servicio el Santa Mónica como HMS Santa Monica . Ella no vio acción y naufragó frente a la costa de Tórtola el 1 de abril de 1782, poniendo fin a su breve carrera.
Montagu continuó su servicio en la guerra. En diciembre de 1779, el Pearl zarpó con un escuadrón británico al mando del almirante George Rodney, y el 8 de enero ayudó en la captura de un gran convoy español; pero habiendo hecho saltar su trinquete durante la batalla, se le ordenó navegar de regreso a casa con las presas capturadas. Montagu también vio acción en la Batalla de Cape Henry bajo Mariot Arbuthnot, que resultó ser su última batalla antes de la conclusión de la guerra. Más tarde volvió a prestar servicio en el Glorioso Primero de Junio , donde sus acciones durante la batalla engendraron controversia gracias a su negativa a prestar atención a las órdenes dadas por el comandante británico, Earl Howe. A pesar de la eventual victoria británica contra el asedio franco-español de Gibraltar, los estadounidenses no pudieron ser derrotados y los británicos decidieron poner fin a la guerra reconociendo la independencia de las colonias americanas. Los efectos de la revolución continuarían teniendo un impacto profundo en Europa, que eventualmente conduciría a la Revolución Francesa, allanando el camino para las Guerras Revolucionarias Francesas.

## Orden de batalla
| Embarcación              | Comandante                             | Armada | Armas | Damnificados | Damnificados | Damnificados |
| Embarcación              | Comandante                             | Armada | Armas | Delicados    | Fallecidos   | Total        |
| ------------------------ | -------------------------------------- | ------ | ----- | ------------ | ------------ | ------------ |
| HMS Pearl                | George Montagu                         |        | 32    | 12           | 19           | 31           |
| Santa Mónica (capturada) | Miguel de Nunes (prisionero de guerra) |        | 28    | 38           | 45           | 83           |